# Valka
Valka (allemand : Walk) est une ville de Lettonie, situé dans la région de Vidzeme.   Elle a 6 047 habitants pour une superficie de 14,36 km2.

## Histoire
La ville est dénommée Walk du XIIIe siècle jusqu'en 1920. Cette ville de Livonie était à partir de 1419 le siège de l'assemblée de Livonie (Landtag). Celle-ci fut créée en 1419 pour résoudre les disputes entre les différentes entités de la Confédération de Livonie. Outre les représentants de l'Ordre et des évêques, elle comprenait également des représentants des vassaux et des villes.
Après la guerre de Livonie, la diète à Walk demanda en 1561 la protection de Sigismond II Auguste, roi de Pologne et Grand-Duc de Lituanie, entraînant la dissolution de la Confédération de Livonie.
En 1600, la ville est rattachée au Duché de Livonie, un vassal de la Pologne-Lituanie.
En 1629, la Suède envahit le Duché, Walk passa sous domination suédoise jusqu'à la grande guerre du Nord.
En 1721, le traité de Nystad signa la cession du duché d'Estonie, de la Livonie et de l'Ingrie ainsi que d'une grande partie de la Carélie à la Russie.
Dans l'Empire russe, la ville était l'un des neuf chefs-lieux de district du gouvernement de Livonie.
Lorsque la Lettonie et l'Estonie acquièrent leurs indépendances en 1918, elles décident de se partager la ville de Walk et la frontière est fixée en 1920, elle traverse la ville désormais nommée officiellement Valga du côté estonien et Valka du côté letton, chaque moitié formant une municipalité.
Avant 2009 elle appartenait au district de Valka.

## Jumelages
- Valga
- Tornio
- Haparanda
- Aleksandrów Kujawski
- Pskov